# Rigor Mortis Sets In
Rigor Mortis Sets In es el tercer álbum de estudio del músico británico John Entwistle, publicado por la compañía discográfica Track Records en mayo de 1973 en el Reino Unido y en junio del mismo año en los Estados Unidos. Producido entre Entwistle y John Alcock durante un periodo de inactividad de The Who, el álbum incluyó tres versiones de clásicos de la década de 1950, una regrabación de «My Wife», previamente publicado en Who's Next, y nuevas composiciones. La grabación del álbum fue completada en apenas tres semanas entre octubre y noviembre de 1972, con un coste total de 10 000 dólares en gastos de estudio y 4 000 en facturas de licores.
Rigor Mortis Sets In tuvo un lanzamiento áspero debido a su título y al diseño. BBC Radio se negó a emitir el álbum y lo censuró, en parte debido a la influencia del DJ Jimmy Savile, que acababa de sufrir una muerte en su familia. El debut del álbum en los Estados Unidos también fue problemático para MCA, quien insistió en incluir el nombre del artista en el título, por temor a que las ventas fuesen bajas debido a la ausencia de su nombre.

## Recepción
Rigor Mortis Sets In fue calificado por Allmusic como una «caída en picado» en su carrera en comparación con Smash Your Head Against the Wall y Whistle Rymes. Las versiones de «Hound Dog» y «Lucille» fueron definidas como «interpretadas tan exánimes que suenan como si la banda simplemente tratara de imitar a Sha Na Na en lugar de tocar los temas originales».

## Diseño del álbum
La portada del álbum muestra una fotografía de un ataúd de madera, con la leyenda Rigor Mortis Sets In inscrita en una placa en la parte frontal. En el interior del disco, se incluyó una fotografía de una tumba con la inscripción «V.S.O.P.», un acrónimo sobre la graduación del coñac. La edición británica del álbum utilizó el ataúd como portada y la tumba en el interior del diseño, mientras que la edición estadounidense tuvo la disposición opuesta. La reedición del álbum en disco compacto conservó el diseño de portada de la edición británica.

## Lista de canciones
Todas las canciones escritas y compuestas por John Entwistle excepto donde se anota. 
| N.º | Título                     | Escritor(es)                     | Duración |  |
| 1.  | «Gimme That Rock 'n' Roll» |                                  | 3:00     |  |
| 2.  | «Mr. Bass Man»             | Johnny Cymbal                    | 2:49     |  |
| 3.  | «Do the Dangle»            |                                  | 4:05     |  |
| 4.  | «Hound Dog»                | Jerry Leiber, Mike Stoller       | 2:29     |  |
| 5.  | «Made in Japan»            |                                  | 3:48     |  |
| 6.  | «My Wife»                  |                                  | 3:32     |  |
| 7.  | «Roller Skate Kate»        |                                  | 4:14     |  |
| 8.  | «Peg Leg Peggy»            |                                  | 3:38     |  |
| 9.  | «Lucille»                  | Albert Collins, Richard Penniman | 2:53     |  |
| 10. | «Big Black Cadillac»       |                                  | 3:35     |  |

| Temas extra |                                                         |          |  |
| N.º         | Título                                                  | Duración |  |
| 1.          | «BP Big Gallon Jingle ('100 Miles of Motorway')» (Demo) | 0:35     |  |
| 2.          | «BP Big Gallon Jingle ('100 Miles of Motorway')» (Demo) | 0:33     |  |
| 3.          | «Made in Japan» (Toma primeriza)                        | 3:54     |  |
| 4.          | «Peg Leg Peggy» (Toma primeriza)                        | 3:57     |  |

## Personal
- John Entwistle: voz, bajo, guitarra eléctrica y teclados
- Alan Ross: guitarra, piano, acordeón, trompeta y sintetizador
- Jim Ryan: guitarra
- Tony Ashton: teclados, órgano Hammond y piano
- Bryan Williams: trombón y órgano
- Howie Casey: saxofón
- Gloria George: coros
- Maggie Stredder: coros
- Marian Davies: coros
- Graham Deakin: batería y percusión

## Posición en listas
| País           | Lista            | Posición |
| -------------- | ---------------- | -------- |
| Canadá         | RPM Albums Chart | 73       |
| Estados Unidos | Billboard 200    | 174      |